# Ла Салль, Жан-Батист де
Жан-Бати́ст де ла Салль (фр. Jean-Baptiste de la Salle; 30 апреля 1651[…], Реймс — 7 апреля 1719[…], Руан) — французский священник и педагог, католический святой.

## Биография
Де ла Салль учился в Сорбонне, в 1667 году принял сан каноника в Реймсе, затем снова изучал богословие в Париже и в 1680 году стал доктором теологии.
В 1678 году де ла Салль основал свою первую бесплатную школу для бедных детей, а 25 мая 1684-го им было провозглашено создание конгрегации «Братья христианских школ». В дальнейшем по инициативе де ла Салля открывались воскресные школы, ремесленные училища, школы-интернаты для бездомных детей в Реймсе, Париже, а затем в Руане, куда де ла Салль перебрался в 1705 году.
Де ла Салль считается одним из основоположников современной педагогической системы — в частности, в том отношении, что в 1685 году он учредил в Реймсе первое специальное учебное заведение для профессиональной подготовки учителей.

## Прославление
За свои усилия в помощи обездоленным детям де ла Салль был причислен католической церковью сперва к лику блаженных, а затем и канонизирован (в 1900 году). Днём его памяти считается 7 апреля, его останки в 1937 году были перенесены в Рим. В 1950 году святой Жан-Батист де ла Салль провозглашён католической церковью покровителем всех учителей.